# Leandro Semedo
Leandro Semedo (26. prosinca 1994.) je zelenortski rukometaš. Nastupa za klub Club Balonmano Ademar León (od 16. listopada 2020.) i zelenortsku reprezentaciju.
Natjecao se na Svjetskom prvenstvu u Egiptu 2021., gdje je reprezentacija Zelenortske Republike završila na posljednjem, 32. mjestu. Za reprezentaciju je debitirao 15. siječnja 2021. protiv Mađarske. Njegova je momčad izgubila rezultatom 27:34, a Semedo je pritom postigao 6 pogodaka.